# Замок Ной-Монфорт
Замок Ной-Монфорт (нем. Burg Neu-Montfort, реже нем. Neumontfort) — руины средневекового замка недалеко от австрийской коммуны Гётцис (федеральная земля Форарльберг).

## История
Замок Ной-Монфорт (Новый Монфорт) был возведён на вершине холма, являющемся частью северо-восточного предгорья Теренберга (Therenberg), в период между 1311 и 1319 годами. Он был построен на месте более старого замкового комплекса, который, вероятно, когда-то принадлежал представителям рода Вельфов, но был разрушен до 1269 года. Заказчиками строительства нового замка выступили графы Монфорт. Первое документальное упоминание о замке относится к 1319 году: он упоминался в бумагах о разделе сеньории Фельдкирх. Несколько десятилетий спустя графы Монфорт продали своё владение Габсбургам, которые стали полноценными владельцами всего комплекса к 1390 году.
Во время Аппенцелльских войн, в 1405—1408 годах, замок был занят войсками союза Бунд-об-дем-Зее и использовался в качестве базы для последующих боевых действий: он стал одним из немногих замков региона, который не был разрушен в тот период. Ной-Монфор снова был занят Габсбургами после окончания Аппенцелльских войн. Упадок замка начался в конце XVII века: в 1693 году умер последний управляющий замком, Ульрих Кох. В описи от 1836 года сообщалось, что здания были уже «полностью разрушены».
В 1913 году в замке были проведены первые реставрационных работы; более масштабные ремонтные работы проводились уже после Первой мировой войны. В 1960—1970-х годах остатки замка подверглись частичному восстановлению: стена вокруг пятиярусной башни была восстановлена в 1970 и 1974—1975 годах. Сегодня руины замка принадлежат муниципалитету Гётцис: в 1998 году цитадель пришлось закрыть для посещения и начать наиболее масштабную реставрацию.